# Phát tán hạt
Phát tán hạt là sự chuyển động hoặc vận chuyển hạt đi khỏi cây bố mẹ. Thực vật có khả năng chuyển động rất hạn chế nên do đó chúng phụ thuộc vào nhiều những trung gian phát tán hạt khác nhau để vận chuyển cây con của chúng, bao gồm cả trung gian là vật sống hoặc không phải vật sống. Hạt có thể được phát tán từ cây bố mẹ một mình hoặc theo cụm, cũng như là phát tán ở cả không gian và thời gian. Quy luật phát tán hạt được quyết định phần lớn bởi cơ chế phát tán và điều này có quan hệ mật thiết và quan trọng tới cấu trúc di truyền và số lượng cá thể của quần thể thực vật, cũng như là quy luật di trú và tương tác loài. Có năm cách phát tán hạt chính: lực hấp dẫn, gió, đường đạn, nước và động vật. Một số loài thực vật thì muộn và chỉ phát tán hạt nhằm đáp lại một kích thích từ môi trường.

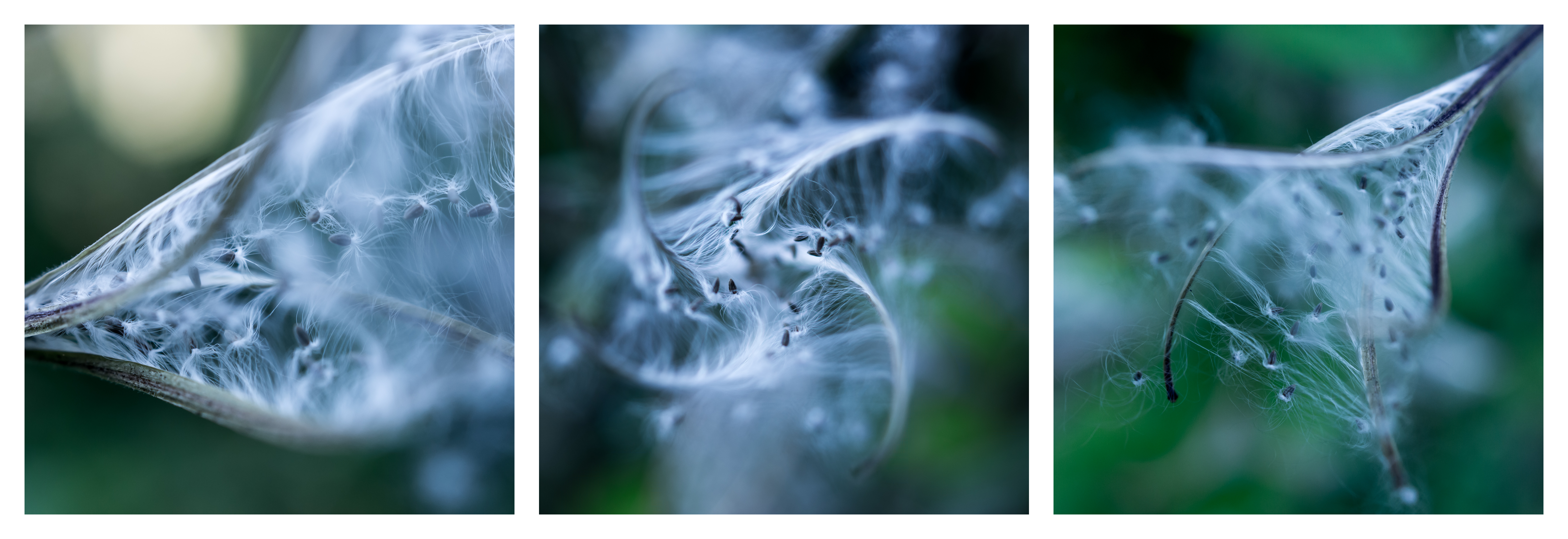
Đầu hạt Epilobium hirsutum phát tán hạt

## Lợi ích
Phát tán hạt có những lợi ích khác nhau đối với những loài thực vật khác nhau. Đầu tiên, tỉ lệ sống sót của hạt thường cao hơn nếu ở xa cây bố mẹ. Tỉ lệ sống sót cao này có thể là đến từ hành vi của những động vật ăn hạt và cây giống con phụ thuộc vào mật độ và mầm bệnh, những thứ thường nhắm vào mật độ tập trung hạt cao bên dưới cây bố mẹ. Cạnh tranh với cây trưởng thành cũng có thể sẽ thấp hơn khi hạt được vận chuyển ra xa khỏi bố mẹ.